# マガス
マガス（Magas, Megas, ロシア語,イングーシ語:Магас）はロシア連邦の北カフカス地方にあるイングーシ共和国の首都。

## 歴史
マガスは1995年に建てられた新しい市である。2002年にそれまでの首都であったナズラン（Nazran）に変わりイングーシの首都となった。しかし当初は首都としての整備は進んでおらず、2005年時点での居住者は300人ほどであった。2002年国勢調査では人口はわずか275人であり、ロシアでも最小の市であった。その後、2010年の国勢調査で2,502人、2015年時点で5,841人、2018年時点で8,771人と増加を続けているが、依然としてロシアの共和国の首都の中で最も小さな町である。
イングーシ共和国は1992年にチェチェン＝イングーシ共和国から分かれ、独立した連邦構成主体となった。イングーシに三つあった市（マルゴベク、カラブラク、ナズラン）のうち最大の街であったナズランが首都となったが、1995年に当時のイングーシ大統領ルスラン・アウシェフがナズランの南6キロメートルに新首都を作ることを決めた。彼はこの新首都を、中世の北カフカスに栄えたアラン人の国アラニアの首都マガス（Maghas）にちなんでマガスと名づけた。
新首都には大統領官邸と政府庁舎などがオリエント風の外観で建設されている。このほか商業地区の建設が進む。将来は人口3万人の町になる計画である。

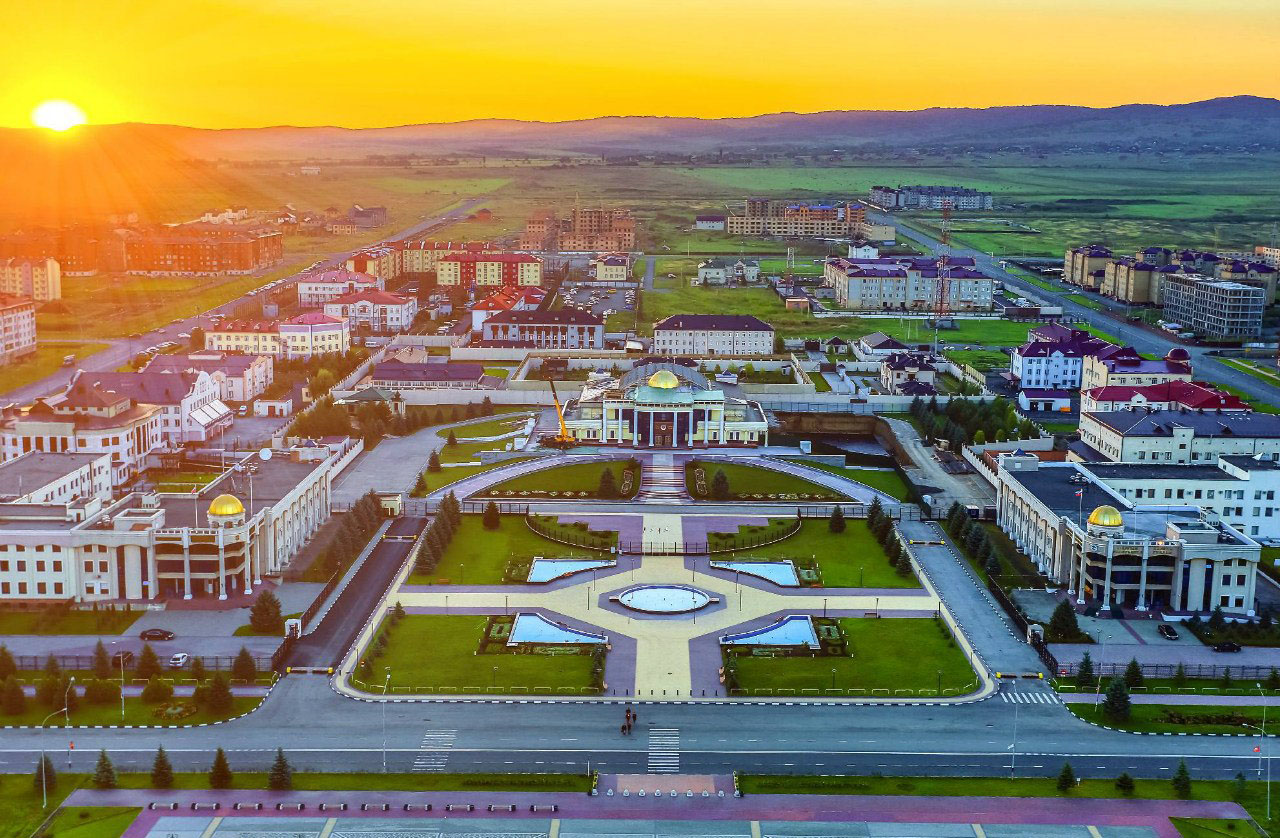
マガス・タワーから眺めたマガス市街の様子